# Kalaallit Arsaattartut Kattuffiat
Kalaallit Arsaattartut Kattuffiat (kurz KAK) ist der grönländische Fußballverband. Der Verband wurde 1971 gegründet und besteht derzeit (Stand: Januar 2022) aus 39 Vereinen mit etwa 5500 Mitgliedern.

## Geschichte

Früheres Logo

Der Fußballverband wurde am 4. Juli 1971 unter dem dänischen Namen Grønlands Boldspil Union (GBU; „Grönlands Ballspielvereinigung“) gegründet. Dadurch wurde der Fußballbetrieb aus dem Grønlands Idrætsforbund (GIF; „Grönländischer Sportverband“) ausgelagert. Er übernahm damit auch die seit den 1950er-Jahren ausgetragene Grönländische Fußballmeisterschaft.
1977 wurde erstmals eine Landesauswahl aufgestellt, die gegen dänische Amateurvereine spielte. 1980 absolvierte die Grönländische Fußballnationalmannschaft ihr erstes Länderspiel. Seit 1989 trägt sie regelmäßig Länderspiele im Rahmen der Island Games aus. 2006 nahm die Mannschaft zudem am ELF Cup und am FIFI Wild Cup teil.
Auf der Generalversammlung 2017 beschloss der Verband seine offizielle Umbenennung hin zum grönländischen Namen Kalaallit Arsaattartut Kattuffiat (KAK; „Verband grönländischer Ballsportler“). Bereits zuvor hatte sich die Bezeichnung Kalaallit Nunaanni Isikkamik Arsaattartut Kattuffiat („Verband der Fußballspieler in Grönland“) unter der Abkürzung KAK eingebürgert.
Der Verband ist weder Mitglied in der FIFA noch der UEFA (politische Zugehörigkeit) oder der CONCACAF (geografische Zugehörigkeit) und nimmt somit nicht an Welt-, Europa- oder Nordamerikameisterschaften teil. Der KAK ist jedoch Mitglied der CONIFA. Im Mai 2024 bewarb sich der Verband um eine Mitgliedschaft in der CONCACAF, der im Juni 2025 einstimmig von den Mitgliedsverbänden abgelehnt wurde.
In den letzten Jahren hat Futsal eine größere Rolle im grönländischen Sport eingenommen.